# Jorge Guilherme
Jorge Guilherme Barboza Passos é um cantor, músico e compositor brasileiro.
Um dos artistas independentes do Brasil que mais fazem shows e é o compositor de vários hits em rádios e novelas do país. Compositor das canções "Vestígios" e "Ela" temas de novelas na Rede Globo e, também o compositor da canção "Será?", que, por duas vezes já esteve nas telinhas gravada por outros artistas nacionais.
Em sua primeira novela, a canção "Será?" foi gravada por Leandro Lopes (um dos ganhadores do programa "Ídolos") chegou ao TOP 10 de várias paradas das rádios por todo o país,e fez parte da trilha-sonora da novela Amigas & Rivais. Já em 2011, a mesma canção fez parte da trilha sonora da novela Uma Rosa com Amor, do SBT, gravada pela cantora carioca Tereza Costa.

## Biografia
Natural de Volta Redonda-RJ e formado em publicidade, Jorge Guilherme se envolveu com a música aos 10 anos de idade. Começou como "Tenorinho" no Coral Villa-Lobos, da CSN, onde excursionou por todo o sudeste e fez uma apresentação marcante no Teatro Municipal do Rio, transmitida ao vivo pela TVE. Estudou e excursionou com o grupo por dois anos. Em seguida, optou por aprofundar seus estudos partindo para o canto técnico. Aos 17, participando de várias bandas de rock (como Volúpia e Gato Joe) e duplas de MPB, cantando por todo Sul Fluminense, antes de partir para a carreira solo.
Com a banda Volúpia, a música "Sua Imagem" (de sua autoria em parceria com Alexandre) foi premiada pela MTV, no Programa DEMO (bandas novas). A música foi uma das escolhidas e o clip da música passou por dois meses na emissora, neste programa alternativo.
Em 2004, passou a ter composições suas gravadas por outras bandas e artistas, como as que foram garavadas pelo artista Mário Veloso da Casa dos artistas.

## Músicas em Trilhas-Sonoras de Novelas
| “ | "Ter essas músicas em novelas da Globo, com uma obra completamente minha, desde a composição até a execução, é o que me deixa extremamente feliz. Essa força espetacular que deram a um artista novo no mercado é sensacional" | ” |

- Ela - tema do personagem Ulysses (Eriberto Leão) na nova novela Guerra dos Sexos[6][7]
- Vestígios - tema do personagem Jorgito Bianchi (Rafael Cardoso) na novela Tititi[6]

## Discografia
- 2003 - Tão Perto de Você
- 2007 - Amor, Ódio, Amor
- 2010 - Jorge Guilherme Ao Vivo (Cd e DVD)
- 2015 - "DVD Na Sua Estrada Ao Vivo em Juiz de Fora (CD e DVD)
- 2018 - CD Partes (CD DUPLO)